# История Ростовской области
Донской край в древнее время входил в пределы местности, называвшейся у греков Скифией (или Скитией); у римлян Сцитией, нередко Танаисом (по реке Танаису, нынешнему Дону); у римских историков I века — Сарматией; у днепровских руссов — Хазарией; у арабов — Казарией и Газарией; у Константина Багрянородного (X век нашей эры) — южное Подонье (до Кавказа названо Казахией).
По русским летописям ХІV и XV веков край этот назывался «По́лем», нередко «Диким полем», а с половины XVI века московские цари, начиная с Ивана Грозного, все владения казаков называют уже «Доном».

## До нашей эры
Древние люди обживали эти земли вдоль нынешней реки Дон начиная с каменного века. Их стоянки обнаружены почти по всему течению Дона.
К финалу среднего виллафранка (2,1—1,97 млн л. н.) относится фрагмент плюсневой кости верблюда вида Paracamelus alutensis (№ 35676 в коллекции ЗИН РАН) со следами рубки и пиления-резания каменным орудием. Кость была найдена Н. К. Верещагиным в 1954 году в Ливенцовском карьере (местонахождение Ливенцовка) на западной окраине Ростова-на-Дону вместе с другими фаунистическими остатками в хапровской аллювиальной толще, относящейся к русловой фации палео-Дона. В карьере близ Матвеева Кургана найдены расщеплённые кремни в вместе с остатками типичного хапровского фаунистического комплекса: Mastodon arvernensis, Hipparion sp., Archidiskodon meridionalis, Struthio и др. Во время существования хапровского (верхневиллафранкского) комплекса на юге Русской равнины были саванны с мягким тёплым климатом.
Нижнепалеолитические местонахождения Хрящи и Михайловское, расположенные в устье Северского Донца на Нижнем Дону, близки к клектонским индустриям Англии и Германии.
Самые древние археологические памятники ашельской культуры, найденные на территории Ростовской области, относятся к эпохе среднего палеолита (100—150 тысяч лет назад) это единичные находки орудий древнего человека. Они найдены на побережье Таганрогского залива, в устье Северского Донца и в других местностях. Люди в то время занимались охотой и собирательством.
Более многочисленны находки, относящиеся к мустьерской эпохе. Люди мустьерской культуры жили на этой территории за 40—50 тысяч лет до нашей эры. Основным средством их существования была охота. Они могли охотиться на бизонов, лошадей, гигантских оленей, некоторых хищников (лев, медведь), живших в те далёкие времена на территории Донского края. Орудия труда изготавливались в мустьерскую эпоху уже не из массивных кусков кремня, а из тонких отщепов. Это были ножи, скрёбла, остроконечники. На северном побережье Таганрогского залива находится более 25 мустьерских местонахождений (Рожок I—III, Левинсадовка, Беглицкая, Носово I и др.). На многослойной стоянке Рожок I (микулинское межледниковье) в IV (мустьерском) слое был найден коренной зуб микокского неандертальца (палеоантропа), в морфологии которого, наряду с архаичными особенностями, выделены и сапиентные.
У хутора Кременского Константиновского района находится многослойная стоянка Бирючья балка 2, которая была обитаема в период 44—26 тыс. лет назад. Для культурного слоя стоянки Юловская на берегу Весёловского водохранилища получены радиоуглеродные даты в интервале от 15 290 до 24 480 лет.
Люди эпохи верхнего палеолита научились охотиться с помощью загонов и ловчих ям на крупных животных: мамонтов, зубров; наряду с этим занимались и охотой на мелких зверей, рыб и птиц. В связи с охотой на крупных животных люди селились в удобных местах родовыми группами. Люди этого времени умело пользовались огнём, носили разнообразную одежду, сшитую из кож и шкур, освоили технику плетения, резьбу по дереву и кости́. На верхнепалеолитических стоянках Нижнего Дона найдены очень разнообразные орудия (Каменная Балка II). К этому времени относятся и первые магические фигурки животных и людей — из кости, ро́га, из глины с примесью жира. В конце верхнего палеолита и в эпоху мезолита (Раздорская II) ок. 14—6 тыс. лет до н. э., из-за ухода крупных животных на север, население перешло к кочевому образу жизни.
Около станицы Раздорская находится древнее неолитическое поселение Ракушечный Яр, нижние слои которого датируются второй половиной VII тыс. до нашей эры и стоянка Раздорская 2, датируемая последней четвертью 8 тыс. — первой четвертью 7 тыс. до нашей эры.
В конце 4 — начале 3 тыс. до н. э. на территории Нижнего Подонья распространяются памятники гибридной константиновской культуры, в судьбе которой особую роль сыграли «колонисты» Северного Кавказа с высокоразвитыми культурными традициями, оказавшие заметное влияние на местное население донских степей.
Петроглифы из хутора Скельновский были созданы ок. 5 тыс. лет назад.
На могильнике Вертолётное поле в Ростове-на-Дону трепанации черепов были сделаны не с медицинскими, а с ритуальными целями. В энеолитическом кургане 1 в катакомбном погребении 10 найдены фрагменты колеса из дуба со ступицей из берёзы, костяки мужчины и женщины с искусственно деформированными черепами.
Четырёхколёсная повозка из погребального комплекса Улан IV западноманычской катакомбной культуры в Ростовской области была изготовлена в XXIII веке до нашей эры. Следы материальной культуры бронзового века сохранила также Ливенцовская крепость, находящаяся ныне на окраине Ростова-на-Дону. Во время археологических раскопок там найдены остатки крепостных сооружений, медные и каменные орудия труда, утварь, наконечники стрел.
Киммерийцы, скифы, савроматы, аланы, сменяя друг друга, заселяли Подонье в разные периоды железного века.
Близ станицы Елизаветинская находится Елизаветовское городище площадью около 44 га (Танаис — 20 га), бывшее в VI—III веках до н. э. административным, торговым и ремесленным центром в Северо-Восточном Приазовье, в котором размещалась ставка скифской родоплеменной знати. Близ городища находились курганы и могильники, наиболее известные из которых — группа курганов «Пять братьев». На донской земле возникали и существовали греческие колонии: крупный торговый и ремесленный центр — город Танаис, и небольшой город Кремны — самая северная и одна из трёх известных самых ранних древнегреческих колоний. На территории Ростовской области до современного Константиновска на востоке располагались в древности земли, подчинённые Боспорскому царству, которое, в свою очередь, уже в конце I века нашей эры познакомилось с ранним христианством, благодаря высланным в эти места в качестве политических преступников приверженцев ещё устанавливавшегося на тот момент христианства, и эти люди посредством обмена информацией с местными народами знакомили их с новой для этих мест религией.

## Наша эра
Пережив в своей многовековой и бурной истории периоды расцвета и упадка, греческие города пали под ударами многочисленных кочевых народов, продвигавшихся по донским степям с Востока на Запад. На несколько столетий цветущий край превратился в пустыню, где лишь время от времени останавливались кочевники. Второй половиной I века датируется сарматский курган Хохлач, в котором найден Новочеркасский клад.

### Средние века
В IV веке на донской земле появились авары (обры). Затем аваров сменили хазары, которые основали свои поселения и построили крепость Саркел. Постоянно совершая набеги на южные земли Киевской Руси, они представляли серьёзную угрозу для древнерусского государства. Дружины киевского князя Святослава выступили в поход против хазар и разгромили их. Крепость Саркел была взята штурмом, и вскоре на её месте возник славянский город Белая Вежа. Но укрепиться здесь русские не смогли. Подвергаясь постоянным нападениям воинственных кочевых племён, они ушли в центральные районы Руси.
Вскоре на Дон пришли печенеги, а за ними половецкие племена. Половцы захватили степные пространства Дона, Кубани, Приазовья, Тмутараканское княжество и десятки лет опустошали окраины Руси.
Одним из противоречивых исторических периодов на Дону является раннее средневековье. Нельзя данное время связывать лишь с крепостью Саркел. На самом деле донская часть Хазарского государства состояла из целой цепи крепостей и поселений. Лишь в районе Цимлянского водохранилища находится несколько крепостей и поселений, что наталкивает на мысль о некоем центре. Далее мы знаем и другие крепости, например, Семикаракорская имеет большие размеры, чем Саркел (Левобережное городище). Известно, что было городище и в Большой Мартыновке. Вспомним остатки хазарской крепости на острове Куркин, которую некоторые исследователи ассоциируют с городом Ахас. Существовало городище и на реке Маныч у лимана Чепрак с условным названием Великокняжеское (г. Пролетарск).
В начале XIII века на Дон пришли монголо-татары. Пред угрозой их нашествия половцы, забыв прежнюю вражду, обратились за помощью к русичам, и в 1223 году на реке Калке произошло сражение с монголо-татарами, закончившееся полным разгромом половцев и русских дружин. После этого донская земля надолго попала под власть Золотой Орды. На берегу Азовского моря возник город Азак (Азов), выгодное географическое положение которого превратило его в крупный торговый центр. Большую роль в торговле между Востоком и Западом играла генуэзско-венецианская колония Тана.
В конце XIV века на Дон вторглись полчища Тамерлана, окончательно разгромившие юго-западную часть Золотой Орды. Пали и были разграблены Азак и Тана.
В XV веке, воспользовавшись упадком Золотой Орды, побережье Азовского моря захватывает Османская империя. Азак стал называться Азовом, и турки превратили его в мощную крепость. Отсюда постоянно исходила угроза турецкого нашествия на юго-восточные границы Русского царства. В это время началась многовековая и кровопролитная битва за Азов.
В XV веке в Диком Поле начали устраиваться пограничные засеки, ставятся сторожевые башни, возводятся крепости. Появились здесь ватаги вольных людей, которые называли себя казаками. Дмитрий Вишневецкий в 1553 году на свои деньги, на Днепре начал строительство крепости на острове Малая Хортица, куда к нему сходились казаки; крепость была форпостом в борьбе против татарской агрессии. Во времена военного сотрудничества с Московским княжеством, Вишневецкий занимался второстепенными операциями на Дону, потом на Кавказе, во время которых, в 1560 г., им была построена крепость Черкасск (в наше время Старочеркасская — столица Донского казачества). После чего, в середине XVI века возникают первые казачьи городки на Дону: Раздоры, Митякин, Маныч — казаки становятся также и хозяевами Дона.
Поскольку власть московского князя не распространялась на эти земли, здесь существовала казачья вольница. Из разрозненных казачьих групп стала складывается военно-политическая организация — Войско Донское. Самоуправление войска было подлинно демократическим, все должности были выборными, слово атамана — закон. Высоко ценилась честь, достоинство и храбрость казака. Высшим органом власти Войска Донского становится Круг, собиравшийся в главном городе войска — Черкасске. Постепенно казаки становятся замкнутым военно-служивым сословием. Они обладали большой личной свободой, не несли повинностей, не платили податей, имели право носить одежду старого покроя.

### Новое время (XVIII век)
С XVIII века земли донских казаков вошли в состав Российской империи, потеряв при этом свою автономию. Не желая терять былую свободу, казачество активно выступало против царской власти, ведя крестьянские войны и восстания под предводительством — Степана Разина, Кондратия Булавина, Емельяна Пугачёва.
Согласно указу 18(29).12.1707 в числе первых 8 губерний в ходе губернской реформы 1707–1710 гг. была образована Азовская губерния. Административным центром Азовской губернии был город-крепость Азов.
Несмотря на сопротивление российской власти, казаки были включены в состав вооружённых сил России как иррегулярное войско. Они участвовали во всех войнах России, которые она вела в это время. Ермак, Минаев, Краснощёков, Ефремовы Иван и Степан, Орлов, Платов, Бакланов — это часть прославленных имён представителей Донского казачества.
В 1749 году по указу императрицы Елизаветы Петровны на правом берегу Дона в устье реки Темерник была учреждена таможенная застава, а в 1761 году началось строительство крепости, названной именем Святого Димитрия, митрополита Ростовского. С присоединением в конце XVIII века к России Приазовья и Причерноморья — крепость потеряла своё стратегическое значение и была упразднена. Крепостные предместья — форштадты были преобразованы в город, который в 1806 году получил своё официальное название — Ростов-на-Дону. А в 1805 году по инициативе донского атамана Матвея Платова был заложен город Новочеркасск, в который вскоре была перенесена столица Войска Донского.
К концу XVIII века на Дону проживало 225 тыс. человек, примерно через полвека — уже 775 тысяч.

### XIX век
К середине XIX века на Дону сформировались два центра: военно-административный — город Новочеркасск и промышленно-торговый — город Ростов-на-Дону.
В 1835 году вся территория была разделена на 7 округов: Черкасский, 1-й Донской, 2-й Донской, Усть-Медведицкий, Донецкий, Хопёрский, Миусский. В 1884 году был создан 8-й округ — Сальский. В 1870 году указом Правительственного сената Земля Войска Донского была переименована в Область Войска Донского. Это название сохранялось до 1918 года. Центром Войска Донского с 1646 года был Черкасск. В 1806 году все областные учреждения были переведены в Новочеркасск, который оставался центром Области до 1920 года.
В 1888 году был образован Ростовский округ, а Миусский округ, объединённый с Таганрогским градоначальством, получил наименование Таганрогского.
В 1859 году численность населения в регионе составляла почти 900 тысяч, появляются поселения нового типа — хутора. К 1763 году на Дону было около 800 хуторов, а к 1843 году их число возросло до 1820.
Ведущей культурой в донских степях с приходом переселенцев становится пшеница. Во второй половине XVIII века хлеб донского края все чаще стал появляться на внутреннем и внешнем рынках. Главными производителями хлеба были казачьи станицы.
По состоянию на 1870 год в Области войска Донского насчитывалось 112 казачьих станиц с населением почти 340 тыс. человек и 118 крестьянских волостей, в которых проживало около 168 тыс. крестьян мужского пола. В Области войска располагалось также 2787 имений потомственных дворян.

### XX век
Октябрьские события привели к установлению на Дону Советской власти. Донецко-Криворожская советская республика провозглашена 30 января (12 февраля) 1918 года на IV областном съезде Советов рабочих депутатов Донецкого и Криворожского бассейнов. 23 марта 1918 года была создана Донская Советская Республика. После её падения Войсковой круг переименовал Область Войска Донского во Всевеликое Войско Донское, провозгласив в сентябре 1918 года его самостоятельным государством, «основанным на народоправстве». В 1918 году Таганрог кратковременно был местом пребывания Народного секретариата и правительства Украинской советской республики. В 1919 году в Таганроге располагалась Ставка Деникина — Главнокомандующего Вооружённых сил на Юге России.
С установлением Советской власти на Дону, в начале 1920 года, Всевеликое Войско Донское прекратило своё существование и Донской край получил название Донской области с центром в г. Ростове-на-Дону.
В период Гражданской войны Дон, будучи центром белого движения, стал ареной кровопролитных боёв.
В 1923 году в составе Донецкой губернии Украинской ССР был образован Таганрогский округ с центром в Таганроге.
1 октября 1924 года Таганрогский округ был передан в состав Юго-Восточной области РСФСР.
В 1929—1930 годах Таганрог был центром укрупнённого Донского округа Северо-Кавказского края.
Окончательный удар по донским казакам, оставшимся в СССР после Гражданской войны, нанесли расказачивание, раскулачивание и голод 1932−1933 годов.
В 1944 году часть упразднённой Калмыцкой АССР вошла в состав Ростовской области.

#### Административное деление
С 1920 по 1924 годы область входила во вновь созданную административно-территориальную единицу под названием Юго-Восток России, которая в 1924 году была переименована в Северо-Кавказский край.
В 1934 году Северо-Кавказский край был разделён на Азово-Черноморский край с центром в Ростове-на-Дону и Северо-Кавказский край с центром в городе Пятигорске.
13 сентября 1937 года постановлением ВЦИК РСФСР Азово-Черноморский край был разделён на Краснодарский край с центром в г. Краснодаре и Ростовскую область с центром в г. Ростове-на-Дону.
Районы области были образованы из существовавших на то время округов: Донецкого, Донского, Сальского, Северо-Донского, Таганрогского и Шахтинско-Донецкого.
Первым руководителем области (Первым секретарём обкома ВКП(б)) был назначен видный деятель ЧК/ОГПУ/НКВД Е. Г. Евдокимов.

#### Руководство областью
С 1937 по 1990 годы руководство областью осуществлялось институтом Первых секретарей Ростовского областного комитета ВКП(б)/КПСС.
Во главе исполнительной власти находились Председатели Исполнительного комитета Ростовского областного совета.

### Руководители области
Первые секретари Ростовского областного комитета ВКП(б) (1937—1952)
- Евдокимов, Ефим Георгиевич (сентябрь 1937 — май 1938)
- Двинский, Борис Александрович (май 1938 — сентябрь 1944)
- Александрюк, Пётр Ильич (сентябрь 1944 — август 1947)
- Патоличев, Николай Семёнович (август 1947 — июнь 1950)
- Пастушенко, Пётр Никитович (июнь 1950 — январь 1952)
- Киселёв, Николай Васильевич (январь — октябрь 1952)

Первые секретари Ростовского областного комитета КПСС (1952—1990)
- Киселёв, Николай Васильевич (октябрь 1952 — 12 января 1960)
- Кириченко, Алексей Илларионович (12 января 1960 — 15 июня 1960)
- Басов, Александр Васильевич (15 июня 1960 — 15 августа 1962)
- Скрябин, Владимир Владимирович (15 августа 1962 — январь 1963; с января 1963 до 24 декабря 1964 — первый секретарь Ростовского сельского областного комитета КПСС)
- Неронов, Георгий Дмитриевич (январь 1963 — 24 декабря 1964, первый секретарь Ростовского промышленного областного комитета КПСС)
- Соломенцев, Михаил Сергеевич (24 декабря 1964 — 16 ноября 1966)
- Бондаренко, Иван Афанасьевич (16 ноября 1966 — 25 июля 1984)
- Власов, Александр Владимирович (25 июля 1984 — 25 января 1986)
- Володин, Борис Михайлович (25 января 1986 — 14 марта 1990[30])

Председатели Исполнительного комитета Ростовского областного совета депутатов трудящихся (1937—1977), Исполнительного комитета Ростовского областного совета народных депутатов (1977—1991)
- Кольцов, Фёдор Андреевич (сентябрь — октябрь 1937)
- Ларичев, Александр Иванович (октябрь 1937—1938)
- Руденко, Леонид Георгиевич (1938—1941)
- Мотинов, Матвей Васильевич (1941—1943)
- Кипаренко, Иван Поликарпович (1943—1946)
- Пастушенко, Пётр Никитович (1948 — июнь 1950)
- Добрынин, Григорий Прокофьевич (июнь 1950—1951)
- Гриценко, Александр Васильевич (1952 — январь 1954)
- Федченко, Иван Андреевич (февраль 1954 — апрель 1955)
- Басов, Александр Васильевич (апрель 1955 — июнь 1960)
- Пузиков, Сергей Тимофеевич (1960)
- Заметин, Иван Ильич (1960 — 17 декабря 1962; с 17 декабря 1962 до 29 декабря 1964 — председатель Исполнительного комитета Ростовского сельского областного совета)
- Биткин, Сергей Алексеевич (17 декабря 1962 — 29 декабря 1964, председатель Исполнительного комитета Ростовского промышленного областного совета)
- Бондаренко, Иван Афанасьевич (29 декабря 1964 — ноябрь 1966)
- Мазовка, Владимир Филиппович (ноябрь 1966 — 25 сентября 1970)
- Сабанеев, Станислав Николаевич (25 сентября 1970 — 24 июля 1979)
- Иваницкий, Николай Михайлович (24 июля 1979 — 15 октября 1984)
- Володин, Борис Михайлович (15 октября 1984 — 14 февраля 1986)
- Пивоваров, Николай Дмитриевич (14 февраля 1986 — август 1989)
- Иванченко, Леонид Андреевич (август 1989 — март 1990)
- Бородаев, Виктор Васильевич (30 марта 1990 — 24 августа 1991)

Главы администрации Ростовской области
- Чуб, Владимир Фёдорович (8 октября 1991 — 14 июня 2010)
- Голубев, Василий Юрьевич (с 14 июня 2010)

#### Великая Отечественная война
Во время войны важное место заняли действия советских войск на Дону. Они продолжались около двух лет — с октября 1941 года по август 1943 года. 30 августа 1943 года, после прорыва Миус-фронта, был освобождён последний город области — Таганрог.
В фашистском плане «Барбаросса» особое значение отводилось овладению южными районами СССР. Немцы считали Ростов-на-Дону «воротами» Кавказа и придавали большое значение его взятию. Особые награды ждали участников этого марша. Гитлером был отдан приказ чеканить бронзовую медаль «За взятие Ростова». 
Для действий на южном направлении немецкое командование выделило крупные силы: 1-ю танковую армию генерала Клейста в составе 2-х моторизованных, 49-го горнострелкового и итальянского экспедиционных корпусов. К 22 октября 1941 года немецкая группировка имела в своём составе 13 дивизий, в том числе три танковые и две СС: «Викинг» и «Адольф Гитлер» и ряд других частей.
За боевые отличия советских войск при освобождении Ростовской области — 11 соединениям и частям были присвоены почётные наименования «Донские». Среди них — 1-й гвардейский Донской танковый корпус (ранее 26-й), 2-й гвардейский Тацинский танковый корпус (ранее 24-й), 3-й гвардейский Ростов-Донской истребительный авиаполк, 130-я и 416-я Таганрогские стрелковые дивизии, 5-й гвардейский Зимовниковский мехкорпус, 6-я гвардейская Донская истребительная авиадивизия, 6-я гвардейская Таганрогская бомбардировочная авиадивизия, 75-й Донской стрелковый полк.
Награды
- Указом Президиума Верховного Совета СССР в 1982 году за мужество и отвагу, проявленные ростовчанами в годы Великой Отечественной войны, город Ростов-на-Дону был награждён орденом Отечественной войны I степени.
- 5 мая 2008 года указом президента Российской Федерации № 556 городу Ростову-на-Дону присвоено почётное звание Российской Федерации «Город воинской славы»[34].

### XXI век
После распада СССР на территории России наблюдаются непоследовательные попытки возрождения донского казачества, где существует большое количество различных организаций, частью псевдоказачьих, использующих символикy без какой-либо преемственности.